# Pata de Perro, Seno
Pata de Perro, Seno är en vik i Antarktis. Den ligger i Västantarktis. Argentina, Chile och Storbritannien gör anspråk på området.